# Fascinación (canción de Carlos Rivera)
«Fascinación» es una canción grabada e interpretada por el cantante y Compositor mexicano Carlos Rivera. La canción fue escrita por Mario Domm mejor conocido por ser el vocalista de la banda mexicana Camila. Fue lanzada el  día 25 de febrero del 2013 como el primer sencillo de su tercer álbum de estudio El hubiera no existe.

## Video musical
El video musical oficial fue lanzado el septiembre de 2013 en la plataforma digital YouTube, y una versión en vivo fue publicada el 24 de septiembre del mismo año. El videoclip oficial ha recibido casi de 10 millones de vistas desde su publicación.

## Lista de canciones

### Descarga digital[6]
| Fascinación — Single |               |          |  |
| N.º                  | Título        | Duración |  |
| 1.                   | «Fascinación» | 3:50     |  |

### Remixes - EP[7]
| Fascinación (Remixes) — Single |                                                       |          |  |
| N.º                            | Título                                                | Duración |  |
| 1.                             | «Fascinación (Dammove Sergio Villanueva Remix)»       | 6:16     |  |
| 2.                             | «Fascinación (Dammove Mad A.M. Remix)»                | 6:11     |  |
| 3.                             | «Fascinación (Dammove Mijangos Radio Edit)»           | 3:31     |  |
| 4.                             | «Fascinación (Dammove Sergio Villanueva Radio Remix)» | 3:41     |  |
| 5.                             | «Fascinación (Dammove Ferro Radio Mix)»               | 3:26     |  |
| 6.                             | «Fascinación (Dammove Ferro Extended Mix)»            | 4:15     |  |